# Roc Cot i Cot

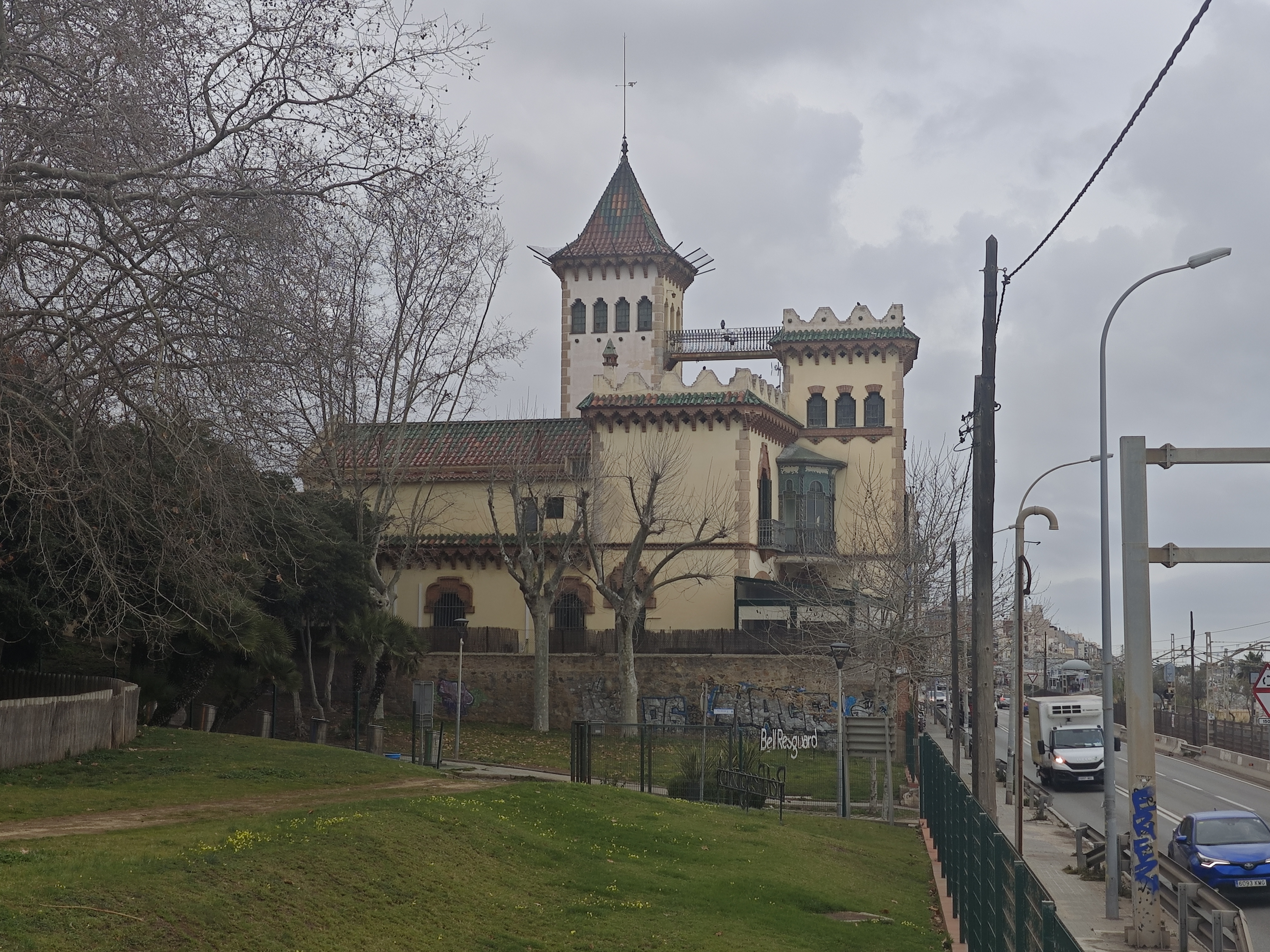
Ca l'Aymà (el Masnou)

Roc Cot i Cot (Barcelona, 1865 - ibídem, 7 de juliol de 1909) va ser un arquitecte català. Fill de Francesc Cot i Alabau i de Carme Cot i Picart. De setembre 1903 fins a l'any 1909 va ocupar el càrrec d'arquitecte municipal de Berga, i més endavant ho va ser de Gironella i Puig-reig. Va treballar en col·laboració durant deu anys amb Joan Alsina i Arús i Salvador Oller. Va morir al carrer Méndez Núñez, 1, de Barcelona.
Les seves obres més rellevants són
- Església de les Germanes dels Desemparats de Berga.
- Capella de la Mare de Déu de la Salut de Berga.
- Fàbrica Rodergas i Cia. a Berga.[5]
- Casa Solanes, o Cal Barons, a Berga.[4]
- Xalet Josep Viladomiu a Viladomiu Vell (Gironella).[4]
- Campanar de l'església parroquial de Tremp.[6]
- Avantprojecte de Gran Hotel Royal Palace de Barcelona.
- Torre d'Antoni Garau a Horta (Barcelona).
- Finca Font d'en Fargas, a Horta (Barcelona).[7][4]
- Casa lsidre Feliu,[4] al carrer de Trafalgar, 25, (cantonada amb el carrer del Bruc) de Barcelona.
- Xalet Vila Aymà al Masnou, pertanyent a Antònia Pagès.
- Casa Antoni Perelló, al carrer de Girona, 67, de Barcelona.
- Casa Antònia Puget, al carrer d'Ausiàs Marc, 22, de Barcelona (amb Ramon Viñolas i Llosas), avui centre d'exposicions Volart de la Fundació Vila Casas.